# Syngamilyta apicolor
Syngamilyta apicolor is een vlinder uit de familie van de grasmotten (Crambidae), uit de onderfamilie van de Spilomelinae. De wetenschappelijke naam van deze soort is voor het eerst voorgesteld als Syngamia apicolor door Herbert Druce in een publicatie uit 1902.
De soort komt voor in Honduras en Colombia.